# D0 (Tsjechië)
De Dálnice 0 (D0) of ring rond Praag (Pražský okruh) is een autosnelweg in Tsjechië. Het eerste deel ervan werd al in de jaren 80 geopend. De snelweg is zo'n 40 kilometer lang en moet in totaal 80 kilometer lang worden. Voorlopig bestaat de D0 uit twee aparte delen: van de luchthaven van Praag tot de aansluiting met de D1 en een stuk van 5 kilometer aan de oostkant van Praag.

## Galerij

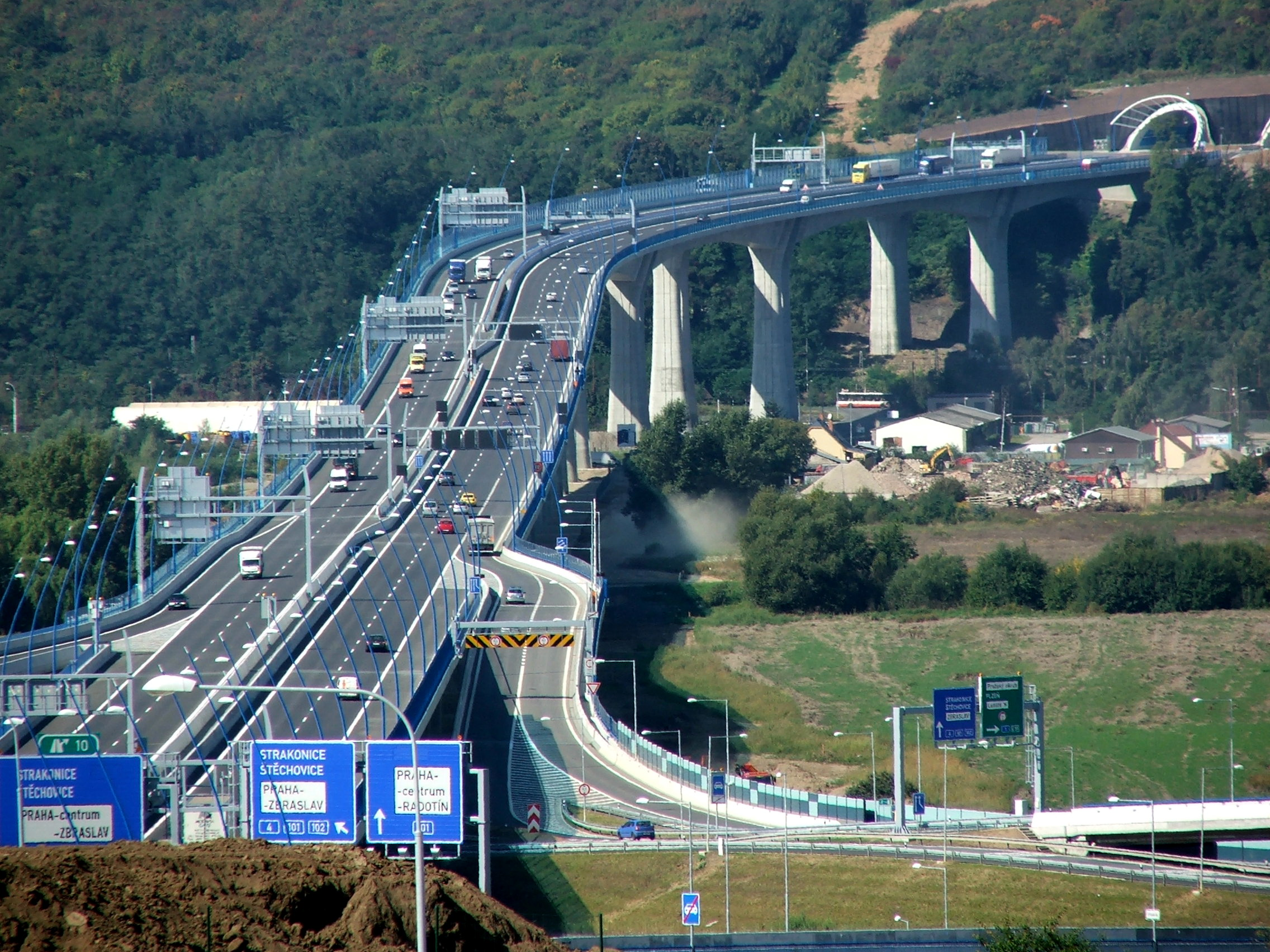
De Radotín-brug over de Moldau en Berounka.
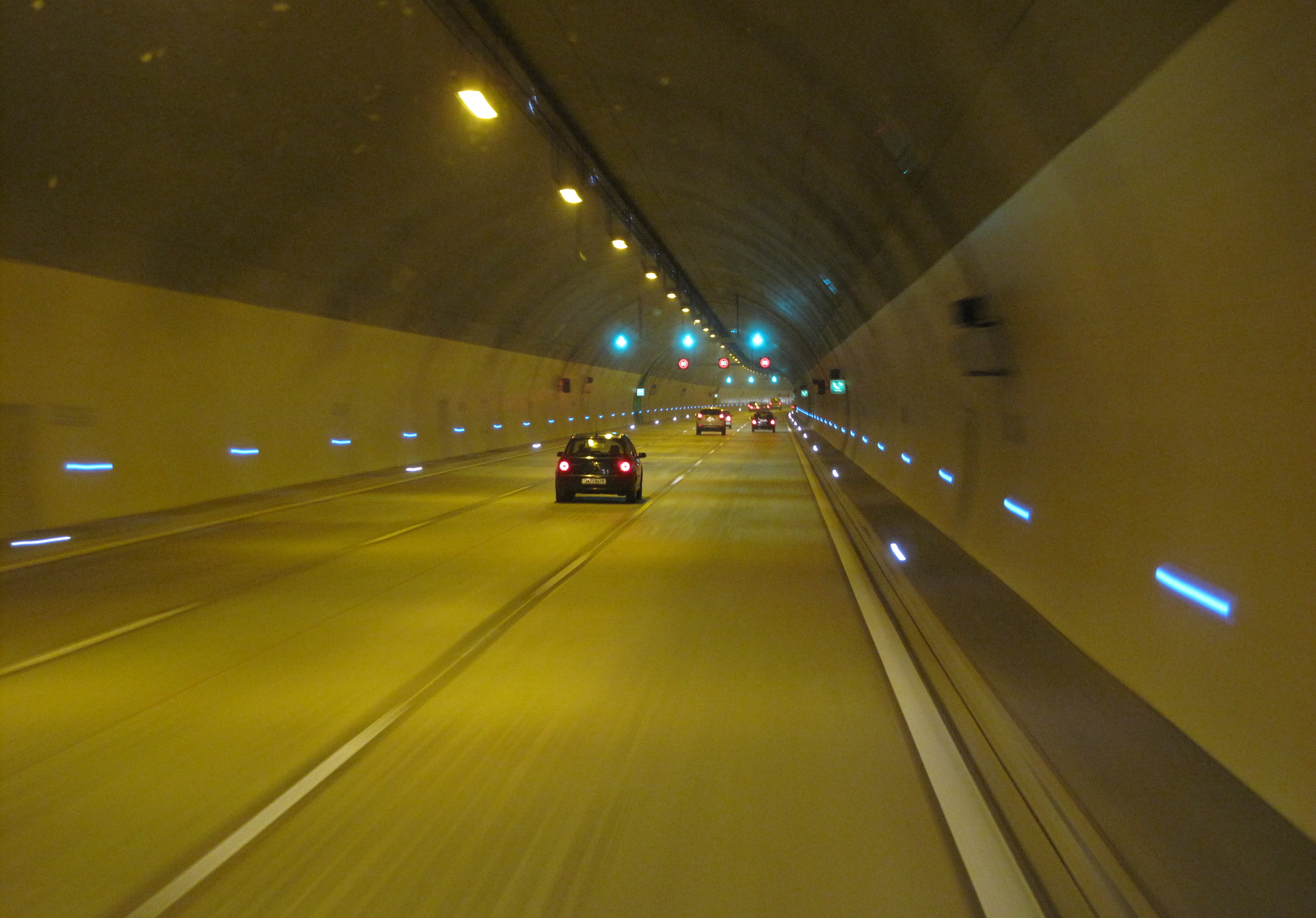
Komořany-tunnel.

D 0 ·
D 1 ·
D 2 ·
D 3 ·
D 4 ·
D 5 ·
D 6 ·
D 7 ·
D 8 ·
D 10 ·
D 11 ·
D 35 ·
D 43 ·
D 46 ·
D 48 ·
D 49 ·
D 52 ·
D 55 ·
D 56